# Свєчин Олександр Андрійович
Олександр Андрійович Свечін (1878, Одеса — 1938, Москва) — російський і радянський воєначальник, військовий теоретик, публіцист і педагог; автор класичної праці «Стратегія» (1927), генерал-майор (1916), комдив (1936). У ході сталінських репресій у РККА звинувачено у шпигунстві та розстріляно. Після смерті Сталіна реабілітовано .

## Біографія
Народився в сім'ї полковника Андрія Михайловича Свечіна, начальника штабу 34-ї піхотної дивізії, який закінчив військову службу у чині генерал-лейтенанта командиром 2-ї бригади 18-ї піхотної дивізії. Старший брат Михайло — кавалерійський офіцер (гвардійський кірасир), генерал-лейтенант, учасник Російсько-японської, Першої світової та Громадянської воєн.

### Служба у царській армії
Закінчив Другий кадетський корпус (1895) та два класи Михайлівського артилерійського училища за I розрядом (1897). У серпні 1897 року проведений у підпоручики з призначенням у 46-у (з січня 1898 року — 43-а) артилерійську бригаду Віленського військового округу, де проходив службу до квітня 1900 року на посадах помічника завідувача бригадної навчальної команди і дивіз. З 1899 публікувався в пресі, підписуючись ініціалами «А. С»: Закінчив Миколаївську Академію Генерального штабу 1903 р. за I розрядом, зарахований до Генерального штабу . Учасник Російсько-японської ; (командир роти 22-го Східно-Сибірського полку, обер-офіцер для доручень при штабі 16-го армійського корпусу, потім при управлінні генерал-квартирмейстера 3-ї Маньчжурської армії) та Першої світової (для доручень при начальнику штабу Верховного Головнокомандувача, командир 6 -го Фінляндського стрілецького полку, начальник штабу 7-ї піхотної дивізії, начальник окремої Чорноморської морської дивізії, і. д. начальника штабу 5-ї армії) воєн. Останнє військове звання в царській армії — генерал-майор (1916).) .

### Служба у РККА
З березня 1918 року перейшов на бік більшовиків . Був одразу призначений військовим керівником Смоленського району Західної завіси, потім начальник Всеросійського головного штабу. Вступив у розбіжності з Головнокомандувачем збройних сил Радянської республіки Іоакимом Вацетісом . Голова Революційної військової ради республіки Лев Троцький, який чув про схильність Свічина до наукової роботи і бажав усунути конфлікт, призначив його викладачем Академії Генерального штабу РСЧА . З жовтня 1918 року Свечин працює в Академії Генштабу (з 1921 року — Військова академія РСЧА), займає посаду головного керівника військових академій РСЧА з історії військового мистецтва та за стратегією . Тут повністю розгорнувся його талант військового педагога та письменника9[джерело?] .

### Репресії
Заарештовувався 1930 року у справі «Національного центру», але був відпущений. Повторно заарештовано у лютому 1931 року у справі «Весна» та засуджено у липні на 5 років таборів. Однак уже в лютому 1932 року був звільнений і повернувся на службу в РСЧА: спочатку в Розвідувальному управлінні Генерального штабу, потім — у новоствореній 1936 Академії Генерального штабу РСЧА . Останнє військове звання в РККА — комдив .
Останній арешт відбувся 30 грудня 1937 року. У ході слідства Свічін ні в чому не зізнався і нікого не обмовив . Підписано до репресії за першою категорією (розстріл) у списку «Москва-центр» від 26 липня 1938 року на 139 осіб, № 107, за поданням І. І. Шапіро . Засуджений Військовою колегією Верховного суду СРСР 29 липня 1938 року за обвинуваченням в участі в контрреволюційній організації, підготовці терористів.
Розстріляний і похований на " Комунарці " (Московська область) 29 липня 1938 року. Реабілітовано 8 вересня 1956 року.

## Наукова діяльність
Визначальний вплив на погляди та воєнно-теоретичні пошуки Свічина надали роботи А. В. Суворова, О. І. Хатова, Н. В. Медема, П. А. Язикова , М. І. Драгомирова, Н. П. Міхневича , Ю. Верді-дю-Вернуа, Х. Дельбрюка, К. фон Клаузевіца та ін.

### Внесок у військову науку
Дослідники наукової спадщини Свічина називають його «російським Клаузевіцем» . О. А. Свічін зробив значний внесок у розвиток військової науки та військового мистецтва. У 1920-х роках О. А. Свечін висунув концепцію стратегічної оборони, або «стратегії ізмору», передбачивши, що найближча майбутня війна вестиметься на виснаження військових та економічних ресурсів її учасників. Вчений вважав, що з точного прогнозу майбутніх війн та його наслідків важливо як порахувати, скільки в ворога зброї та техніки, а й правильно оцінити промислово-економічний потенціал своєї країни, як і ворога. Тому дослідженню проблеми економічної мобілізації та впливу економіки на хід війни Свечін приділяв особливу увагу. Визначний теоретик стверджував, що у майбутньому війни, у яких зіткнуться сильні противники, прийматимуть затяжний характер із використанням різноманітних форм збройної боротьби. Свічін та його прибічники всіляко застерігали від сподівання на швидкі успіхи в розрахунку на реалізацію ідей «стратегії нищів», яка нібито дозволить вирішити результат війни блискучою серією наступальних операцій у найкоротші терміни. Крім того, Свічін ввів у науковий обіг поняття " оперативне мистецтво " і обґрунтував об'єктивні передумови його зародження як сполучної ланки між стратегією та тактикою, чим сприяв виникненню нової самостійної галузі військового мистецтва . Також у своїх роботах О. А. Свічін розвинув ідею " перманентної мобілізації ", яка відіграла ключову роль у подіях 1941—1942 рр. Крім іншого, Свечин розробив, конкретизував та ввів у науковий обіг поняття: «політична зброя», «політичне розкладання», «політична стійкість», «політична підготовка до війни» та ін. На думку вченого, війна є «не ліки від внутрішніх хвороб держави, а найсерйозніший іспит здоров'я внутрішньої політики» .
Багато його прогнозів у другій світовій війні справдилися. Зокрема, О. А. Свічін ще 1925 року вказав на Польщу як точку початку нової світової війни. Вчений неодноразово звертав увагу можливість захоплення противником частини території СРСР і у зв'язку з цим вважав, що промисловість країни має бути зосереджена на Уралі, оскільки цей регіон буде порівняно мало вразливий під час ведення бойових дій із зовнішнім противником. Застерігав також від подальшої концентрації промисловості та населення в Ленінграді, вразливому для оточення через його географічне положення .
О. А. Свічін вважав важливим системний підхід до явищ, що вивчаються. Виступав проти сліпого наслідування авторитетів і бездумного слідування шаблонів. Постійно наголошував на глибокому діалектичному взаємозв'язку бойової практики, теорії та історії. Праці О. А. Свічина до сьогодні не втратили своєї актуальності, становлять цінність для сучасної системи військових знань і є предметом вивчення .
Військово-наукова спадщина О. А. Свечина складається з 20 монографій, 256 статей, 192 рецензій та семи перекладів.

## Відгуки сучасників
- Р. А. Муклевич : «Дуже талановита людина, дотепна, пр. Свічін є найціннішим професором у Військовій академії. Його заняття зі стратегії, завдяки незмінній оригінальності задуму, завжди простого і дотепного, були в цьому навчальному році одним із великих досягнень на старшому курсі (прикладні заняття зі стратегії — звітна робота командира корпусу), гра, якою ін. Свічін керував на додатковому курсі, за оригінальністю концепції, змістовності завдання була надзвичайно цікавою і захопила додатковий курс постановкою проблем, близьких до дійсності, і дуже нагадують, що дають прообраз майбутніх положень Червоної Армії під час її розгортання. <…> Свічін — найвидатніший професор Академії»[5] .
- М. н. Тухачевський : «Свічок марксистом не був і ніколи не хотів бути. У теоретичних своїх положеннях Свічін всіляко повстає проти можливості настання Червоної Армії проти капіталістичних країн. Свідомо чи несвідомо є агентом інтервенції імперіалізму»[8] .

## Нагороди
- Орден Святої Анни 4 ст. з написом «За хоробрість» (23.06.1904);
- Орден Святого Станіслава 3 ст. з мечами та бантом (1905);
- Орден Святого Станіслава 2 ст. з мечами (1905);
- Орден Святої Анни 2 ст. з мечами (1906);
- Орден Святого Володимира 4 ст. (06.12.1909);
- Орден Святого Володимира 3 ст. (22.10.1914);
- мечі до ордена Святого Володимира 3 ст. (18.04.1916)
- Орден Святого Георгія 4 ст. (ВП 21.10.1916);
- Георгіївська зброя (ВП 14.11.1916).

## Праці
- Війна у горах. Тактичне дослідження з досвіду російсько-японської війни: З багатьма прим. з останньої кампанії: У 2 ч. — 2-ге вид., Дод. та перероб. авт. — СПб., 1907. Ч. 1. — 140 с.: іл. Ч. 2. — 63 с.
- Забобони та бойова дійсність. — СПб., 1907. — 136 с.
- У Східному загоні. Від Ляояна до Тюренчен і назад: Марші, зустрічі, бої, спостереження. — Варшава, 1908. — 260 с.: Схем.
- Повітроплавання в Німеччині. — СПб., 1910. — 40 с.: іл.
- Російсько-японська війна 1904-05 гг. за документальними даними праці військової історичної комісії та інших джерел. — СПб., 1910. — 387 с.: Карт.
- Військові дії в Маньчжурії у 1904-05 рр. // Історія російської армії та флоту. Вип. XIV: Російсько-японська війна — M., 1912. — С. 59-182: іл.; схем.
- Тактичні уроки російсько-японської війни. — СПб.: Офіцерська стрілецька школа, 1912.
- Конспект II частини курсу воєнного мистецтва: Лекції, чит. в Акад. Генер. штабу РСЧА в 1919-20 р.р. — М.: Акад. Генер. штабу РСЧА, 1920: [РГВА. Ф. 11. Оп. 12. Д. 17. Л. 4].
- Полк у наступальному бою: (Бій на річці Ікве 28 травня — 10 червня 1916) // Стрілковий журнал, 1920. — № 1. — С. 41-77.
- Стрілецькі доктрини та досвід війни // Стрілецький журнал, 1920. — № 1. — С. 5-13. — Підпис: AC
- Історія військового мистецтва: [О 3 год.]. — М.; Л.: Вищ. воєн. ред. рада, 1922—1923.; 2-ге вид. — 1925.
- Наполеонівські війни// Енциклопедичний словник російського бібліографічного інституту Гранат. — 7-е вид. — M., [1927]. — Т. 45, ч. 1. — Стб. 216—228.
- Стратегія. — М: Госвоєніздат, 1926; 2-ге вид. — М.: Військовий вісник, 1927.
  - Перевидання: М: Кучкове поле, 2003.
- Еволюція військового мистецтва: У 2 т. — М.; Л.: Держвидав, 1927—1928.
  - Перевидання: [М.]: Акад. проект: Кучкове поле, 2002.
- Свечин А. А. Искусство вождения полка по опыту войны 1914—18 гг. — М.—Л. : Государственное издательство, отдел военной литературы, 1930. — Т. I. — 216 с. — 5000 прим.
  - Перевидання: М: Асоціація «Військова книга»: Кучкове поле, 2005.

- Тактика// Енцикл. слів. рус. бібліогр. ин-та Гранат. — М., [1929]. — Т. 41, ч. 6. — Стб. 718—727.
- Стратегія// Енцикл. слів. рус. бібліогр. ин-та Гранат. — М., [1930]. — Т. 41, ч. 4.

- Клаузевіц. — М: Журнально-газетне об'єднання, 1935. — 288 с.: іл. — (Життя чудових людей Сер. біогр.; Вип. 13-14 (61-62)).
- Стратегія XX століття на першому етапі: Планування війни та операцій на суші та на морі в 1904—1905 рр. — М: Акад. Генер.штаба РККА, 1937. — 140 с.

## Перекладні праці
- Варшавські укріплення / (Пер. з ним ст. № 10 «Militär-Wochenblatt», 1908 р.) // Відомості в галузі військової справи за кордоном. — Варшава, 1908. — № 11. — С. 65-72.
- Бранденбург Н. Є., кап. Вказівки для наступу повзком і самокопування в польовому бою / Пер. з ним. // Відомості в галузі військової справи за кордоном. — Варшава, 1908. — № 11. — Дод. — С. 1-16.
- Кюльман Ф. Німецькі ідеї про підготовку та ведення бою / Пер. із франц. Генерального Штабу капітан А. Свічін // Відомості з галузі військової справи за кордоном. — Варшава, 1908. — № 12. — Дод. — С. 1-45.
- Леффлер О., майор. Тактика санітарної служби на полі битви / Пер. з ним. // Відомості в галузі військової справи за кордоном. — Варшава, 1908. — № 10. — Дод. — С. 1-76.; № 11. — Дод. — С. 77-125: чорт., Карт.
- Статут польової служби німецької армії: 22 березня 1908 / Пер. з ним. // Відомості в галузі військової справи за кордоном. — Варшава, 1908. — № 12. — С. 1-160. (Спільно із Пестичем Є.). Ф., Желтишевим Ст. А., Батюшиним Н. З. та ін.)
- Людендорф Еге. Мої спогади війну 1914—18 гг. / Пер. з ним. за ред. А. Свічина. Т. 1-2. — М., 1923-24.
- Стратегія у працях військових класиків. Т.1. / Редакція, вступна стаття та коментарі А. Свічіна. — М., 1924; Т. 2. / За ред. А. Свічина. — М., 1926.